# Sayil

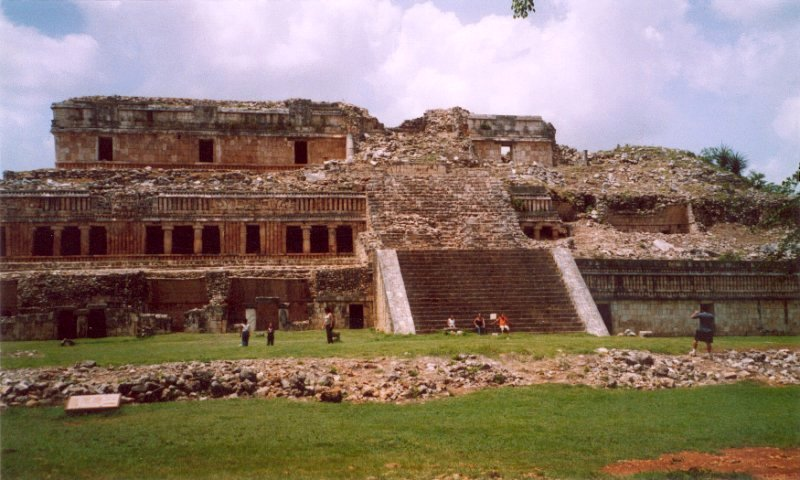
Palazzo di Sayil

Sayil è un sito archeologico costruito dalla civiltà Maya nello stato messicano dello Yucatán. Si trova a sud di Uxmal.
Il sito è relativamente piccolo e si stima che durante l'età classica mesoamericana la città fosse popolata da circa 9 000 abitanti. El Palacio è la costruzione più grande del sito, presentando una facciata lunga 85 metri con diverse colonne in stile Puuc. Il palazzo è stato costruito e completato in diverse fasi, dove vennero aggiunte in seguito camere e piattaforme riempite con pietre per aumentarne la stabilità.

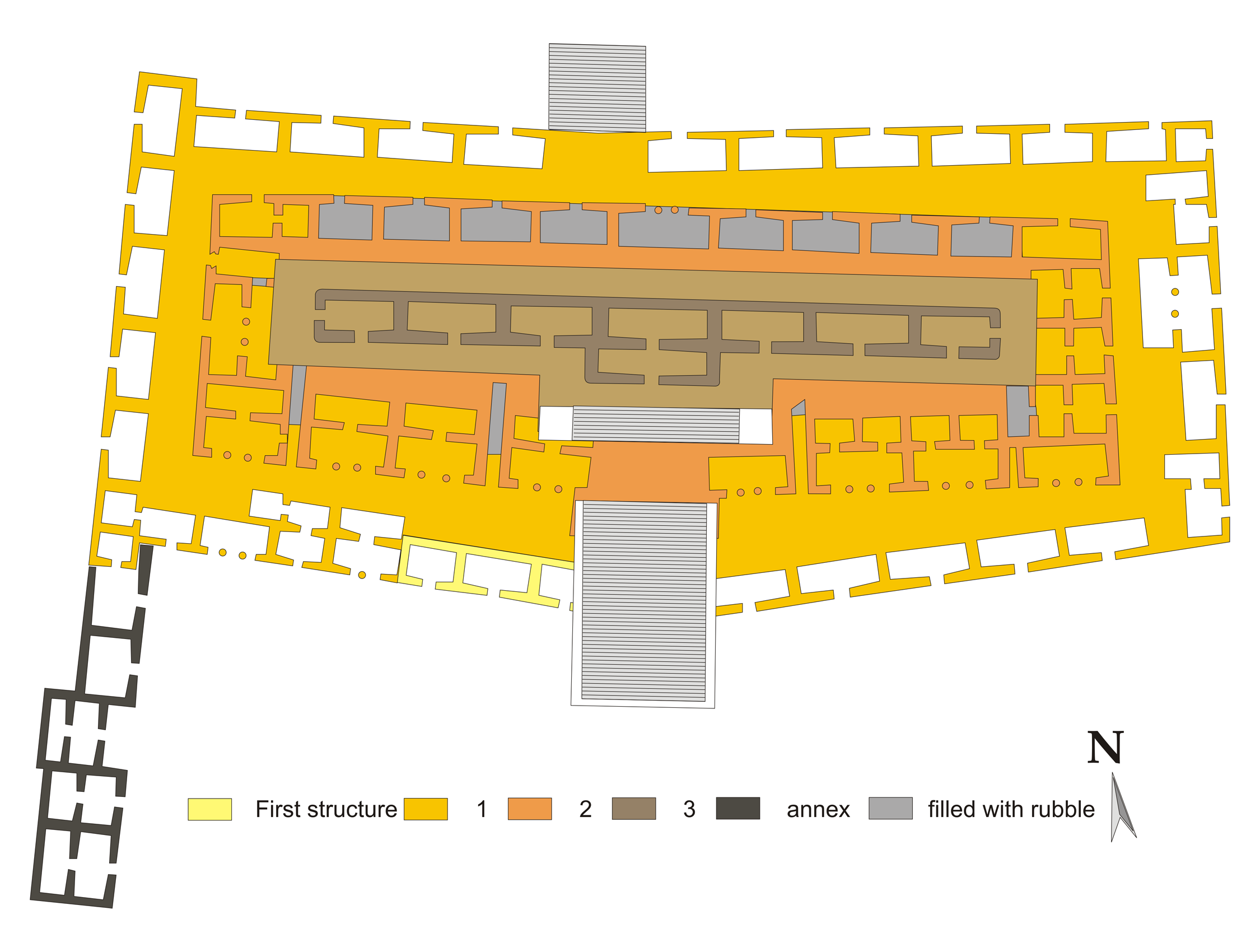
Pianta del Palazzo di Sayil

Il sito è aperto ai visitatori.

## Palacio

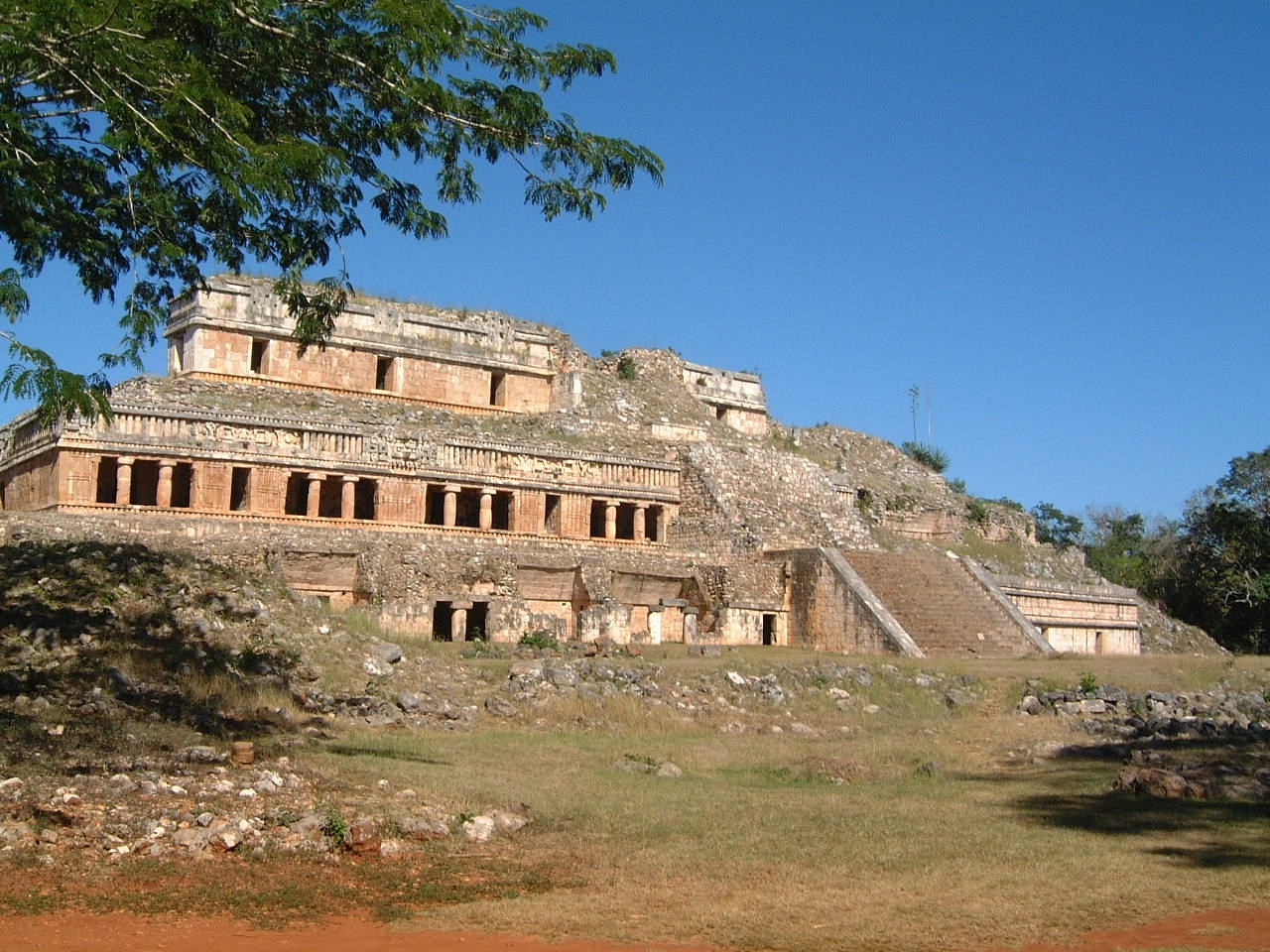
Il Palacio

Il Palacio, ora parzialmente restaurato, domina il complesso; grazie alla sua costruzione a terrazze a più piani è una delle più complesse creazioni architettoniche dello stile Puuc classico dei Maya. È un edificio a pianta rettangolare con tre piani rientranti: di questi il primo contiene una doppia serie di locali, il secondo, con una facciata di 70 m interrotta dalla scalinata a tre rampe, presenta anch'esso una duplice serie di locali ed è decorato con emicolonne, colonne di tre blocchi e cornicione, a sua volta ornato da file di colonnine. Sopra di tutto si sviluppa un fregio di mascheroni, figure di animali e di divinità; il terzo piano è più semplice e ha una sola serie di locali. Ogni piano di questo edificio è arretrato a sbalzo rispetto al piano inferiore, così che il tetto del piano inferiore serve da terrazza di quello superiore: il terzo piano è anche la cima della costruzione, che si assottiglia verso l'alto, con una scala collocata sul lato sud.

## Mirador

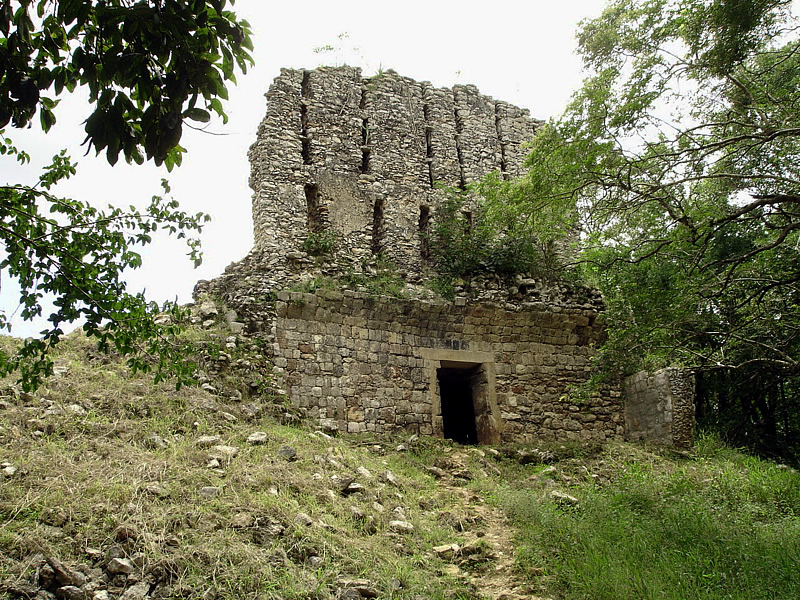
El Mirador

Oltre ai resti del campo per il gioco della pelota e di un piccolo tempio, è presente un altro tempio, in pessimo stato, conosciuto con il nome di Mirador e in origine collegato al Palazzo da un sacbé. Il tempio, con due gallerie, poggia su una piattaforma di cui si vede ancora la capriata, che in passato era probabilmente abbellita da decorazioni in stucco, cosa rara nello stile Puuc, in quanto di solito per i lavori musivi veniva usata pietra calcarea.